# 감천초등학교 (경남)

## 학교 연혁
- 1944. 04. 01. 감천공립국민학교로 원계 간이학교에서 개교
- 1947. 08. 30. 현 위치로 이전
- 1950. 09. 05. 6.25사변으로 교사 전소
- 1967. 03. 01. 삼계분교장(65.4.22)이 삼계초등학교로 독립
- 1986. 03. 01. 병설유치원 개원
- 2003. 11. 20. 본관 2층 교실 2실 증축, 교문 개축
- 2004. 03. 20. 특수학급 인가 학습 도움실 개원(1학급9명)
- 2004. 12. 22. 학교평가 우수학교 표창(마산교육장)
- 2005. 01. 29. 구관5교실 철거, 신관 2층 4,5실 증축 공사 시작
- 2008. 12. 02. 100대 교육과정 우수학교 선정
- 2010. 12. 28. 경상남도교육청 학력향상 우수학교 선정
- 2010. 12. 28. 경상남도교육청 특성화 교육활동 우수학교 선정
- 2014. 03. 01. 제25대 강석렬 교장 취임
- 2015. 02. 13. 제66회 졸업식(남10, 여8, 계18, 총1,726명 졸업)
- 2024. 04. 01. 개교 80주년

## 참고 자료
- 감천초등학교 - 한국교육학술정보원 학교알리미